# جو وود
جو وود (بالإنجليزية: Joe Wood) هو لاعب كرة قاعدة أمريكي، ولد في 20 مايو 1916 في Shohola Township, Pennsylvania ‏ في الولايات المتحدة، وتوفي في 10 أكتوبر 2002 في أولد سايبوروك في الولايات المتحدة.

## وصلات خارجية
- جو وود على موقعبيزبول رفرنس.كوم (الدوري الرئيسي) (الإنجليزية)
- جو وود على موقعبيزبول رفرنس.كوم (الدوري الثانوي) (الإنجليزية)